# Bogusław Stanisław Chabros

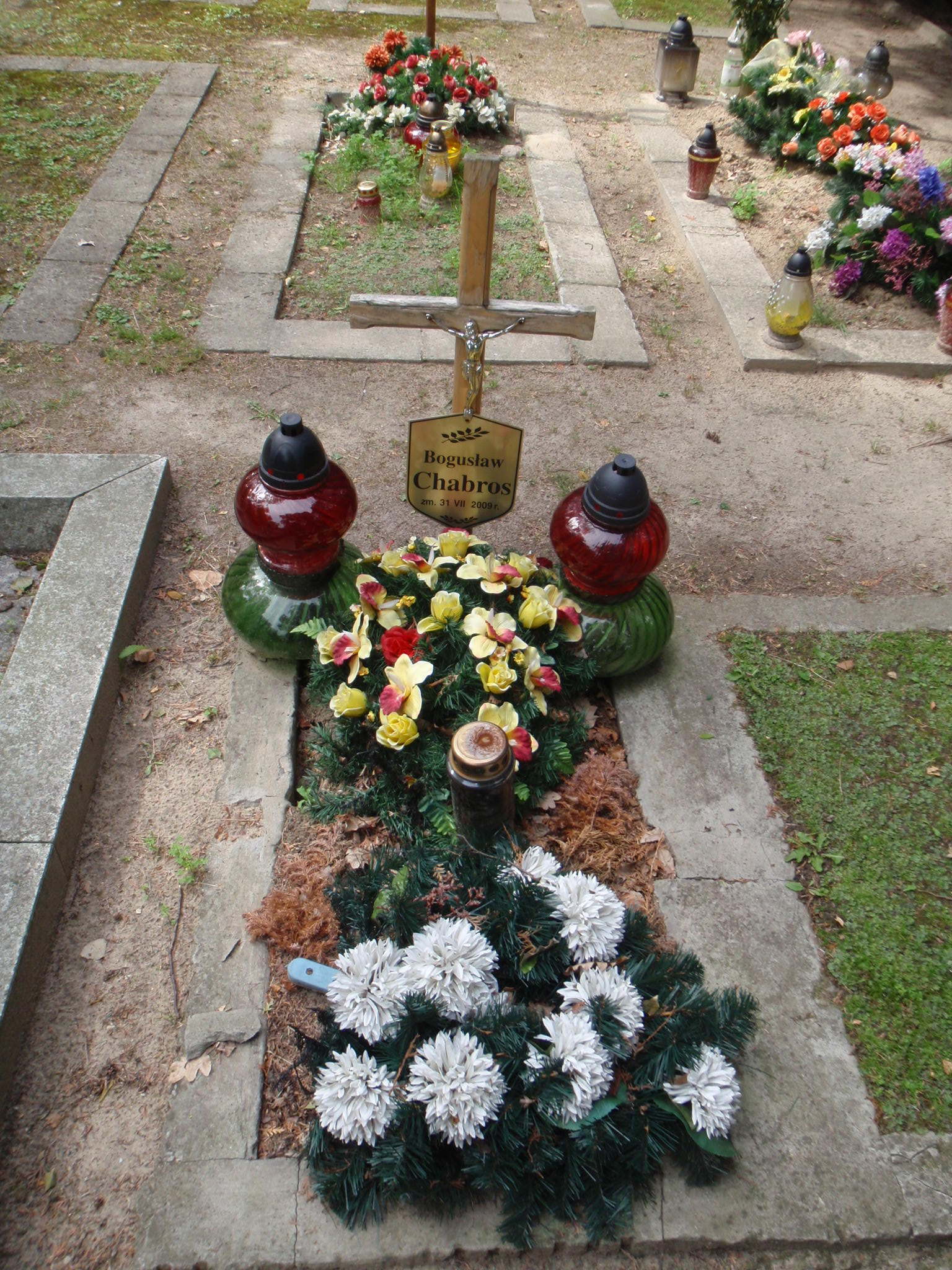
Grób Bogusława Chabrosa na cmentarzu Wojskowym na Powązkach w Warszawie

Bogusław Stanisław Chabros, ps. Głaz (ur. 28 października 1925 w Górach Olesińskich, zm. 31 lipca 2009) – działacz społeczny i spółdzielczy, żołnierz Batalionów Chłopskich, major.

## Życiorys
Urodził się jako syn Stanisława i Zofii. Przed wybuchem II wojny światowej uzyskał niepełne średnie wykształcenie.
W listopadzie 1941 włączył się w działalność konspiracyjną i wstąpił do Batalionów Chłopskich. Był łącznikiem, kurierem i kolporterem podziemnej prasy. W 1943 został oficerem łącznikowym Komendy Okręgu Lublin BCh. Pełnił również funkcję kierownika kolportażu prasy podziemnej na terenie obwodów Biłgoraj, Tomaszów Lubelski i Zamość. Pod dowództwem Zygmunta Kozaka w ramach jego oddziału specjalnego brał udział w licznych akcjach zbrojnych, między innymi w obronie wsi Barłogi i akcji na pociąg amunicyjny pod Gołębiem. Został aresztowany i uwięziony na Zamku Lubelskim w listopadzie 1943. Organizacji udało się w maju 1944 wykupić go z więzienia. Po wyjściu na wolność walczył w oddziale specjalnym pod dowództwem Jana Królika, m.in. w Kurowie w lecie 1944.
Po zakończeniu wojny studiował w Szkole Nauk Politycznych. Był działaczem społecznym i spółdzielczym. Był wiceprezesem Zarządu Głównego Ogólnopolskiego Związku Żołnierzy Batalionów Chłopskich.
Został pochowany w kwaterze żołnierzy Batalionów Chłopskich na cmentarzu Wojskowym na Powązkach w Warszawie (kwatera 6A BCh-0-10).

## Ordery i odznaczenia
- Krzyż Komandorski Orderu Odrodzenia Polski (4 września 2000)[2]
- Order Krzyża Grunwaldu III klasy (13 września 1946)[3]
- Krzyż Kawalerski Orderu Odrodzenia Polski
- Krzyż Srebrny Orderu Virtuti Militari
- Krzyż Walecznych
- Złoty Krzyż Zasługi z Mieczami
- Krzyż Partyzancki
- Krzyż Batalionów Chłopskich